# 王欣欣
王欣欣（1958年2月21日—），女，新疆人，石河子大学文学艺术学院音乐系教授、石河子大学合唱团指挥兼艺术指导。因涉嫌论文通篇抄袭和专著剽窃等学术不端行为被网络曝光而走红，并被中国科学报、北疆晨报、人民网、光明网等媒体报道，在新疆地区和教育界引起了广泛关注。

## 科教工作及成绩
王欣欣毕业于新疆某师范学院并留校工作。王欣欣调到湛江师范学院附属中学做中学音乐老师。后来，王欣欣在中国音乐学院续接了本科学历。2002年，王欣欣通过人才引进的方式调入石河子大学任大学音乐教师，同时任石河子大学合唱团指挥兼艺术指导。王欣欣承担了国家教育部人文社科类《新疆兵团音乐史研究》课题的研究工作。
2005年，王欣欣获石河子大学文学艺术学院十大新闻人物奖。

## 学术不端事件
王欣欣为新疆石河子大学知名教师，在新疆音乐界有较高的知名度，但在其卷入学术不端一事使其在新疆地区和教育界名声大噪。引起中国科学报、北疆晨报、人民网、光明网等大量媒体跟进和追踪报道。

### 论文抄袭
王欣欣共公开发表过数篇学术论文。经过学术不端文献检测系统的检测，其中《班固〈汉书·艺文志〉中古代音乐文献考》剽窃率（去除本人文献文字复制比）95.7%；《对声乐教学评价的探讨》和《“钢琴集体课”教学模式探微》的剽窃率在85%左右。而另外两篇论文，亦有约30%的剽窃率。
| 学术论文                                       | 作者           | 学术期刊                           | 剽窃率 | 备注       |
| ---------------------------------------------- | -------------- | ---------------------------------- | ------ | ---------- |
| 《班固〈汉书·艺文志〉中古代音乐文献考》        | 王欣欣         | 《新闻爱好者》                     | 95.7%  | 2009年24期 |
| 《对声乐教学评价的探讨》                       | 王欣欣、刘希里 | 《石河子大学学报(哲学社会科学版)》 | 87.6%  | 2007年01期 |
| 《“钢琴集体课”教学模式探微》                   | 王欣欣         | 《艺术探索》                       | 84.4%  | 2009年03期 |
| 《20世纪50年代中期至“文革”前新疆兵团音乐研究》 | 王欣欣、刘希里 | 《艺术教育》                       | 35.3%  | 2012年06期 |
| 《1949 年至1953 年新疆军垦音乐钩沉》           | 王欣欣         | 《兰台世界》                       | 23.2%  | 2012年15期 |

### 专著剽窃
2012年，王欣欣用不到半年时间完成的专著《新疆兵团音乐史》出版，因内容详实而得到较高评价。2012年11月29日，《新疆兵团音乐史》首发式暨研讨会在新疆兵团文联召开。2012年12月，《新疆兵团音乐史》被发现存在严重的抄袭问题。

### 各方回应
- 王欣欣本人在接受新疆一家媒体记者采访时回应：“我的课题、论文、著作都是自己研究、整理出来的。”面对抄袭的质疑，王欣欣坚称作品没问题，并声称：“部分内容和其他作品重合是难免的。”但是对于学术不端文献检测系统的检测结果，却无法做出解释。[7]
- 中国科学报认为王欣欣用抄袭的论文和专著评上教授已经不是新鲜事，呼吁建立科学合理的职称评定机制。[8]
- 石河子大学纪检委副书记陈玲说:“学校对王欣欣的论文和著作进行了再次评审，通过投票表决的方式认定其不存在抄袭等学术不端行为。”同时，陈玲还指出国家没有关于学术不端的统一规定，只要评审专家认为不存在抄袭即可。[7]
- 新疆生产建设兵团职改办工作人员表示正在调查王欣欣涉嫌学术不端一事。[7]
- 新疆维吾尔自治区党校教授沈君利在就王欣欣涉嫌抄袭一事的采访中表示，“发现抄袭，要对其处罚，而且有法可依。此外，学术界的道德建设也要加强。”[7]

## 家庭生活
王欣欣丈夫为石河子大学音乐系主任、合唱团团长刘希里副教授。